# 聴導犬育成の会
特定非営利活動法人聴導犬育成の会（とくていひえいりかつどうほうじん ちょうどうけんいくせいのかい）は、神奈川県鎌倉市に所在していたNPO法人。当時の代表者：松田治子。
当時の、ではなくて、現在も活動中。

## 概要
- 1990年、「聴導犬育成基金の会」として創立。
- 1996年、「聴導犬育成の会」と改め、育成活動開始。
- 2003年、第二種社会福祉事業取得。
- 2004年、特定非営利活動法人認証の取得。

## 受賞歴
- 2000年、シャルレ女性奨励賞受賞。
- 2005年、神奈川県ボランタリー活動奨励賞受賞。
- 2011年、神奈川県獣医師会より聴導犬の育成、および普及活動に関して表彰。
- 2015年、神奈川県バリアフリー街づくり賞受賞。

## 当時の所在地
住所
神奈川県鎌倉市津519-1

当時の、ではなくて、現在も活動中。

## 基本活動
- 聴導犬の育成、及び普及
- 聴導犬希望者への個人負担の軽減
- 捨て犬の救済
- 聴覚障害者への理解